# Viurilanlahti
Viurilanlahti är norra delen av Halikkoviken i Finland. Viurilanlahti är tydligt bredare än resten av Halikkoviken och kan även ses som en skild vik. Den ligger i kommunen Salo i landskapet Egentliga Finland, i den södra delen av landet, 100 km väster om huvudstaden Helsingfors.
Viurilanlahti är en inlandsfjärd som ligger längst in i Halikkoviken nära tätorten Salo. Fjärden är ett viktigt område för sjöfåglar. Åarna Halikko å och Uskela å mynnar i Viurilanlahti. Mitt i fjärden finns ön Vuohensaari.
Trakten ingår i den boreala klimatzonen. Årsmedeltemperaturen i trakten är 2 °C. Den varmaste månaden är juli, då medeltemperaturen är 18 °C, och den kallaste är februari, med −13 °C.